# Apodemus ponticus
Apodemus ponticus е вид бозайник от семейство Мишкови (Muridae). Видът е незастрашен от изчезване.

## Разпространение
Разпространен е в Азербайджан, Армения, Грузия и Русия.